# Підрозділ 8200
Підрозділ 8200 (івр. יחידה 8200) — ізраїльський підрозділ радіоелектронної розвідки, що входить до Управління військової розвідки («Аман») Армії оборони Ізраїлю, що займається, крім іншого, збором і декодуванням радіоелектронної інформації, та іншими операціями. Є одним з найбільших таких підрозділів в світі. У військових публікаціях відомо як «англ. Central Collection Unit of the Intelligence Corps».

## Історія
«Підрозділ 8200» був створений в 1952 році. Спочатку він розміщувалося в Яффі, як технічна база використовувалися закуплені післявоєнні надлишки американського військового обладнання. Перша назва — це «Розвідувальний підрозділ № 2», потім — «№ 515», а до війни Судного дня — «№ 848». У 1954 р. він був переведений в район транспортної розв'язки «Глілот».

## Структура

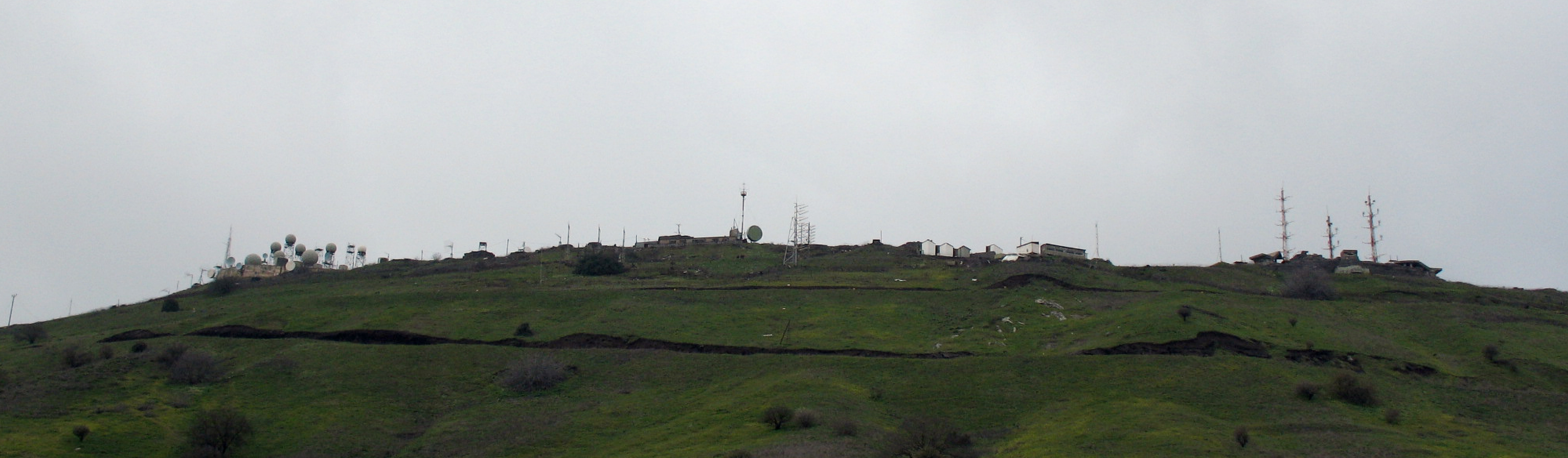
База «Підразділу 8200» на горі Авіталь

«Підрозділ 8200» є найбільшим підрозділом в Армії оборони Ізраїлю (АОІ), що має в своєму складі кількох тисяч військовослужбовців. За виконуваними функціями даний підрозділ зіставний з Агентством національної безпеки США. Адміністративно він є підрозділом «Управління військової розвідки», що входить в «Службу військової розвідки» (Аман). Його командир має звання бригадного генерала, ім'я його тримається в секреті. Імовірно, це Йосі Саріель - британське видання Guardian опублікувало історію, згідно з якою командир підрозділу 8200 випадково розкрив свою особистість.
Складовою частиною «Підрозділу 8200» є «База радіоелектронної розвідки» (англ. Urim SIGINT Base), Розташована в Негеві поблизу кібуцу «Урім» на відстані в 30 км від міста Беер-Шева. У березні 2004 року комісія, що розслідувала результати діяльності органів розвідки за підсумками війни в Іраку рекомендувала вивести базу радіоелектронної розвідки з підпорядкування АОІ і перетворити її в громадянську службу, як це зроблено в інших західних країнах, однак ця пропозиція досі реалізованою не була.

## Керівники
| Керівники Підрозділу 8200 |         |            |                   | |
| №                         | Початок | Кінець     | Ім'я              | Примітки                                                                                            |
| 1                         | — рік   | до 1952 р. | Мордехай Альмог   | засновник «Підрозділу 8200»                                                                         |
| 2                         | 1952 р. | 1957 р.    | Аврам Елоні       | |
| 3                         | 1957 р. | 1959 р.    | Пері Авінадав     | |
| 4                         | 1959 р. | 1961 р.    | Аврам Елоні       | |
| 5                         | 1961 р. | 1966 р.    | Реувен Блум       | |
| 6                         | 1966 р. | 1969 р.    | Аврам Елоні       | |
| 7                         | 1969 р. | 1972 р.    | Шломо Інбар       | пізніше — офіцер зв'язку та електронної розвідки, глава Міноборони та військовий аташе у Вашингтоні |
| 8                         | 1972 р. | 1976 р.    | Йоель Бен Порат   | полковник, командир підрозділу війни «Йом Кіпур»                                                    |
| 9                         | 1976 р. | 1978 р.    | Лев Бентов        | генерал                                                                                             |
| 10                        | 1978 р. | 1980 р.    | Моті Дор-Он       | генерал                                                                                             |
| 11                        | 1980 р. | 1984 р.    | Рувім Ярдор       | генерал                                                                                             |
| 12                        | 1984 р. | 1990 р.    | Елі Бар           | генерал                                                                                             |
| 13                        | 1990 р. | 1993 р.    | Арон Зеєві-Фаркаш | генерал, пізніше — голова військової розвідки                                                       |
| 14                        | 1993 р. | 1997 р.    | Ханан Гефен       | генерал                                                                                             |
| 15                        | 1997 р. | 2002 р.    | Пінхас Бухаріс    | генерал, пізніше — директор Міністерства Оборони                                                    |
| 16                        | 2002 р. | 2005 р.    | Яір Коен          | генерал                                                                                             |
| 17                        | 2005 р. | 2009 р.    | Даніель Харарі    | генерал                                                                                             |
| 18                        | 2009 р. | 2013 р.    | Надав Зефір       | генерал, нагороджений медаллю начальника штабу «Сайерет маткаль»                                    |